# Anapistula troglobia
Anapistula troglobia is een spinnensoort uit de familie Symphytognathidae. De soort komt voor in West-Australië.